# Run-D.M.C. (album)
Run-D.M.C. è il primo album del gruppo hip hop Run-D.M.C. (secondo la grafia adottata dal gruppo all'epoca), pubblicato nel 1984. È considerato molto innovativo in quel periodo, per la sua forma molto più aggressiva di hip hop. L'album venne ridistribuito in una versione "Deluxe" nel 2005 con quattro tracce bonus.

## Ricezione
| Recensione                    | Giudizio |
| ----------------------------- | -------- |
| AllMusic                      | [ 1 ]    |
| Chicago Tribune               | [ 3 ]    |
| Encyclopedia of Popular Music | [ 4 ]    |
| Pitchfork                     | [ 5 ]    |
| Rolling Stone                 | [ 6 ]    |
| The Rolling Stone Album Guide | [ 7 ]    |
| The Source                    | [ 8 ]    |
| Spin Alternative Record Guide | [ 9 ]    |
| Uncut                         | [ 10 ]   |
| The Village Voice             | A−       |

Prima dei Run DMC, l'hip hop ha sempre mantenuto un'atmosfera da block party. Il gruppo porta un suono più «duro e spregiudicato, adattandolo dall'hard rock». I Run DMC danno peso al loro album d'esordio trattando anche temi sociali oltre alla vanteria e ai block party, che sono gli argomenti maggiormente trattati nel disco. Tutti questi elementi segnano una svolta per la musica hip hop, influenzando conseguente gli artisti successivi.
Nel 1998, The Source lo inserisce tra i suoi migliori cento album hip hop. Cinque anni più tardi, Rolling Stone lo inserisce nella sua lista dei 500 migliori album di sempre.

## Tracce
Lato A
1. Hard Times – 3:52 (Jimmy Bralower, JB Moore, Russell Simmons, Larry Smith, William Waring)
2. Rock Box – 5:30 (Darryl McDaniels, Joseph Simmons, Smith)
3. Jam-Master Jay – 3:11 (McDaniels, Jason Mizell, J. Simmons) – scratch di Magic Disco Machine
4. Hollis Crew (Krush-Groove 2) – 3:12 (McDaniels, Mizell, J. Simmons, R. Simmons)
5. Sucker M.C.'s (Krush-Groove 1) – 3:09 (Nathaniel S. Hardy, Jr., McDaniels, J. Simmons, Smith)

Lato B
1. It's like That – 4:50 (McDaniels, J. Simmons, Smith)
2. Wake Up – 5:31 (J. Simmons, Smith, R. Simmons, Daniel Hayden)
3. 30 Days – 5:47 (Daniel Simmons, Smith, Moore)
4. Jay's Game – 4:25 (J. Simmons, Smith, Mizell, R. Simmons)

Tracce bonus nell'edizione deluxe
1. Rock Box (B-Boy Mix) – 5:52
2. Here We Go [Live at the Funhouse] – 4:06
3. Sucker M.C.'s (Live at Graffiti Rock) – 3:25
4. Russell & Larry Running at the Mouth – 4:37

## Formazione
- Jam Master Jay - percussioni, tastiere
- Darryl "DMC" McDaniels - voce
- Joseph "Run" Simmons - voce

### Collaboratori
- Eddie Martinez - chitarra

## Classifiche

### Classifiche settimanali
| Classifica (1984)       | Posizione massima |
| ----------------------- | ----------------- |
| Stati Uniti             | 53                |
| US Top R&B/Black Albums | 14                |

### Classifiche di fine anno
| Classifica (1984)       | Posizione massima |
| ----------------------- | ----------------- |
| US Top R&B/Black Albums | 36                |